# Monasterio de Santa María (Gradefes)
El monasterio de Santa María, también llamado monasterio de Santa María la Real, es un monasterio cisterciense femenino, católico, que se encuentra situado en la localidad de Gradefes, provincia de León, España. Fue fundado en el año 1168 por Teresa Petri. Consta de iglesia de estilo románico, sala capitular, claustro con bellas arquerías de medio punto, huerto y otras dependencias monacales.

## Situación
Se encuentra en el núcleo urbano de la pequeña localidad de Gradefes, en la provincia de León, comunidad autónoma de Castilla y León, España. Se localiza en la ribera del río Esla, a unos 30 km de León, en las proximidades de la iglesia mozárabe de San Miguel de Escalada y de las ruinas del que fue monasterio de San Pedro de Eslonza.

## Historia

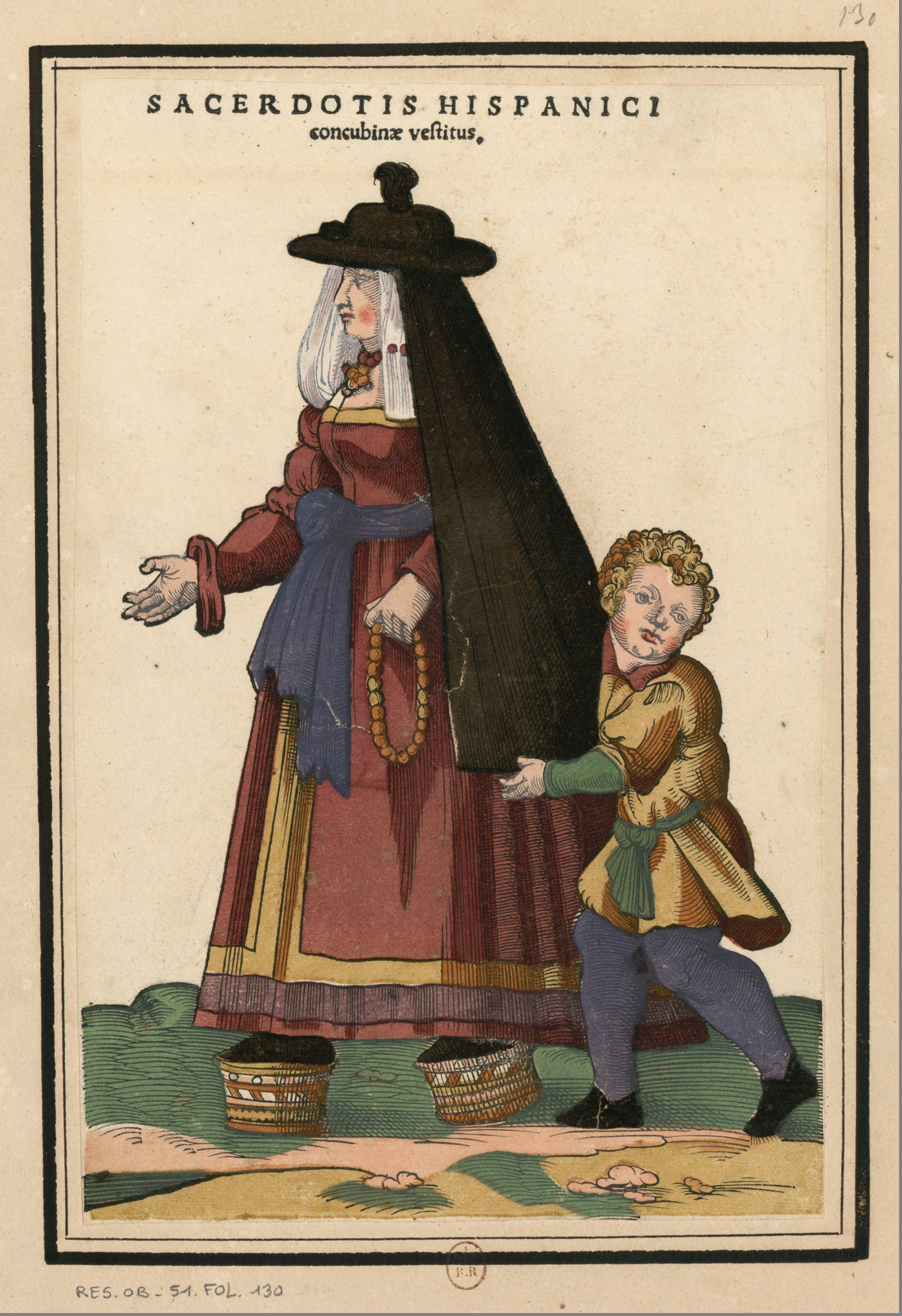
Dama con chapines en una lámina de Roger de Gaignières (hacia 1600).

Fue fundado por la noble dama doña Teresa Petri en 1164, tras quedar viuda de García Pérez, señor de las villas de Rueda y Cea, caballero que combatió junto a Alfonso VII de León. Teresa Petri, suegra del ricohombre Tello Pérez de Meneses, fue la primera abadesa desde el año 1164 hasta el 1187 en que falleció. A lo largo de los siglos el convento ha pasado por numerosos avatares, a mediados del siglo XIII, un grupo de monjas salió del monasterio para fundar un nuevo convento cisterciense en la localidad de Otero de las Dueñas. En 1629, por circunstancias no totalmente aclaradas, quizás por problemas económicos o la ruina del edificio, la comunidad completa se trasladó a Medina de Rioseco, donde permaneció 3 años, regresando a su convento en Gradefes el 31 de diciembre de 1632. El 29 de agosto de 1797, el ilustrado Gaspar Melchor de Jovellanos visitó el convento y mantuvo una conversación a través de la reja con la madre abadesa que lo invitó a permanecer en la hospedería, no aceptando Jovellanos la invitación por tener necesidad de continuar su viaje. Durante la invasión de España por las tropas de Napoleón, el ejército francés llegó a Gradefes en octubre de 1809, por tal motivo y huyendo de la guerra, todas las monjas, excepto la abadesa y una hermana lega, abandonaron transitoriamente la institución, hasta el restablecimiento de la normalidad. En 1959 se procedió a abrir el sarcófago en el que se creía estaba enterrada la fundadora, encontrándose un cuerpo momificado que se deshizo al primer contacto, pudiendo rescatarse únicamente algunos restos de la indumentaria y unos chapines perfectamente conservados y bellamente adornados que han resultado de gran valor a los estudiosos de la indumentaria medieval, pues son escasísimos los ejemplos de calzado de este periodo histórico que se conservan. Ya en el siglo XXI, la comunidad dispone de su propio blog en internet con la finalidad de solicitar nuevas vocaciones en una época en que éstas apenas existen.

## Iglesia

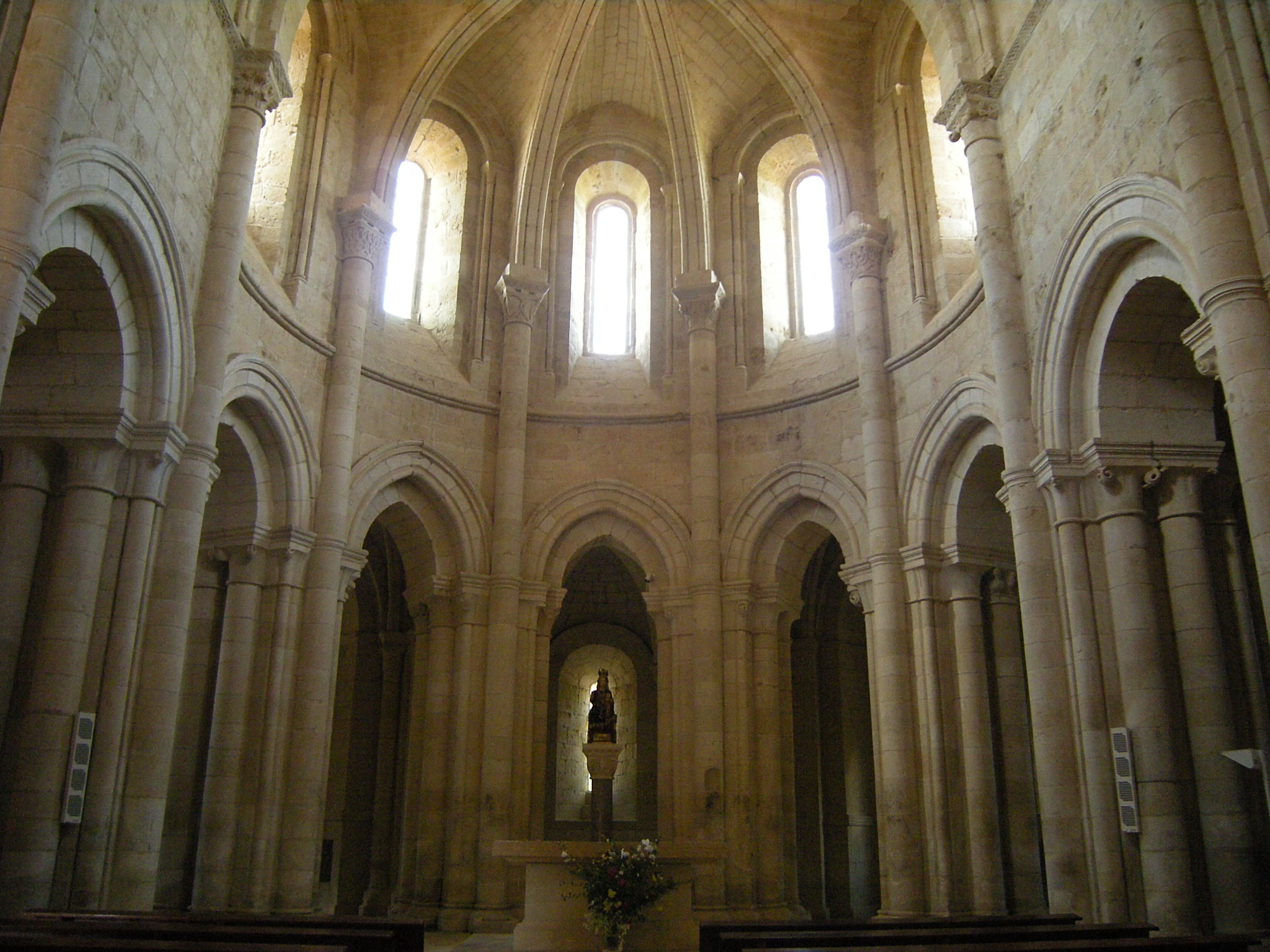
Capilla Mayor

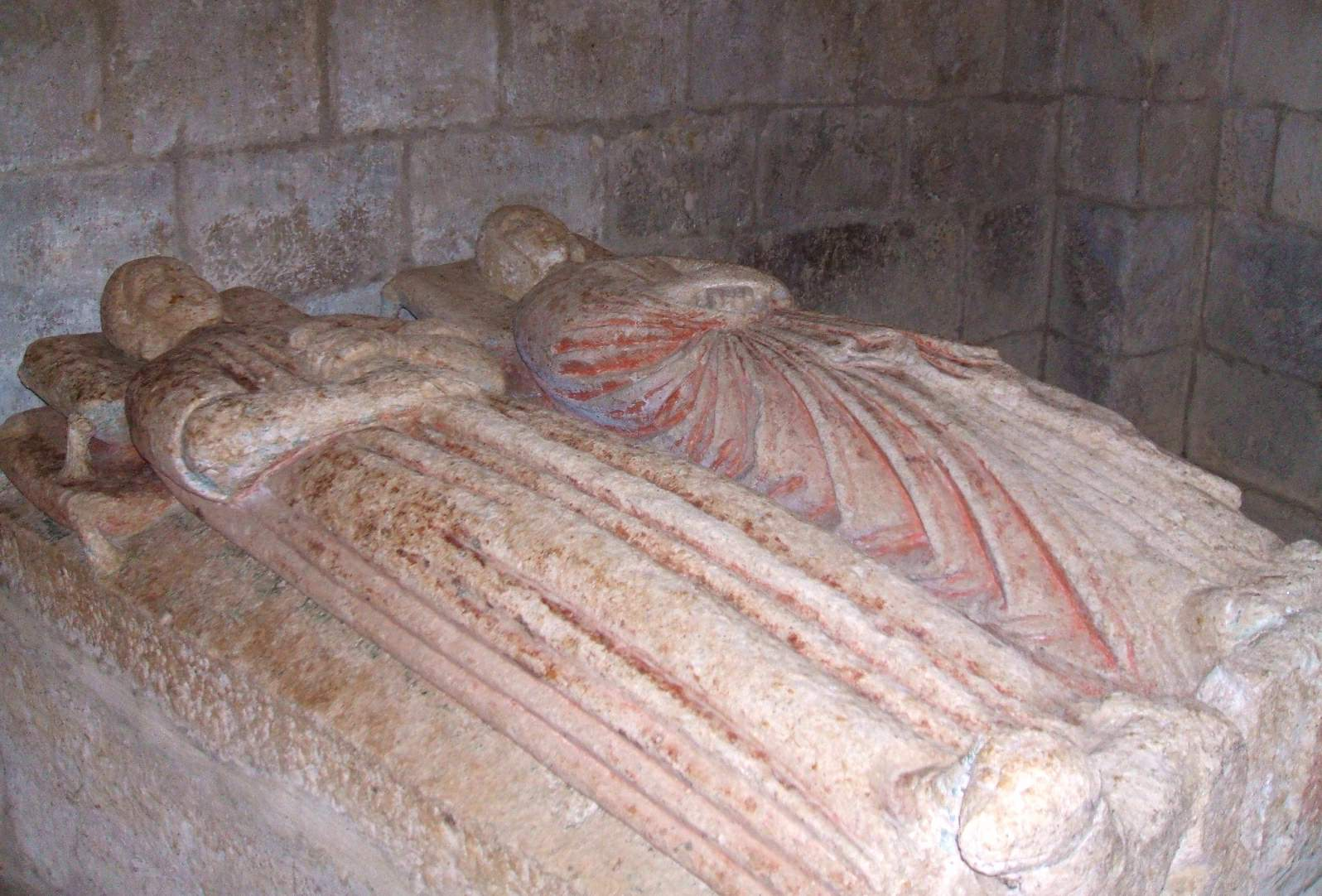
Sepulcros sin inscripciones que podrían corresponder a la fundadora Teresa Petri y su esposo

Las obras se iniciaron a finales del siglo XII. El templo de gran originalidad por su distribución y dimensiones, consta de tres naves y una girola con cinco ábsides. La capilla mayor presenta dos órdenes, el inferior dotado de arcos que se abren hacia la girola situada detrás y el orden superior compuesto por cinco ventanas de medio punto. En la iglesia pueden contemplarse diferentes sepulcros, se supone que dos de ellos con esculturas yacentes corresponden a la fundadora y su esposo. También es de destacar la gran riqueza decorativa de los capiteles, en los que pueden observarse flores de lis, papiros, palmas, entrelazados, figuras humanas, cabezas de animales, arpías y pájaros picando frutos entre otros motivos.

## Nuestra Señora de Gradefes
Se trata de una talla en madera del siglo XIII con una altura de 105 cm, fue realizada por algún artista desconocido perteneciente a la escuela de la Catedral de León. Se representa a Nuestra Señora sentada sobre un trono, con corona y atributos reales. Es una pieza de gran valor y probablemente la advocación primitiva del monasterio. La Virgen María sostiene la esfera con la mano derecha, símbolo de la bóveda celestial y la manzana del paraíso portada por la nueva Eva, con la mano izquierda sujeta al Niño por el hombro, el cual se encuentra sentado sobre la rodilla izquierda de su madre, bendiciendo con la mano derecha y sosteniendo con la izquierda un libro abierto en el que se lee "Verbum caro factum est et habitavit in novis" (el Verbo se hizo carne y habitó entre nosotros).

## Sala capitular
La entrada a la Sala Capitular es una de las porciones más sobresalientes del monasterio, consta de 7 vanos, el central de entrada más alto y 3 laterales a cada lado. Los arcos se adornan con una cenefa dentada y se apoyan sobre columnas dobles o triples que dotan al conjunto de gran belleza.

## Visitas
La iglesia se abre todos los días horario limitado. Puede realizarse una visita guiada los fines de semana al templo y las dependencias interiores, incluyendo claustro, sala capitular y huerta.